# Quebecor World
Pour les articles homonymes, voir IQW.
Quebecor World renommée World Color Press en 2009, est l'une des plus importantes entreprises d'impression commerciale dans le monde, avec 20 000 employés dans 90 imprimeries et ateliers de services connexes en Amérique du Nord et en Amérique du Sud. Son siège social international est situé à Montréal (Québec).
La société était cotée NYSE et TSX sous le code IQW.

## Description
Elle s'inscrivait initialement dans le désir de Quebecor d'être une compagnie verticalement intégrée, c'est-à-dire de contrôler, en tout ou partie, l'ensemble des activités qui mènent à la publication d'un ouvrage imprimé : récolte du bois, transformation en papier, édition, impression et distribution. En pratique, elle ne s'occupe ni de la récolte ni de la transformation, mais sa taille lui permet de s'imposer auprès de ses fournisseurs.
Elle est reconnue pour son expertise dans toute une gamme de produits imprimés : magazines, encarts publicitaires, circulaires, livres, catalogues, imprimés spéciaux et publipostage, annuaires, services prémédias numériques, logistique, listes d'adresses, services techniques et autres services à valeur ajoutée. Elle exploite des entreprises au Canada, aux États-Unis, en Argentine, au Brésil, au Chili, en Colombie, au Mexique et au Pérou.

## Réorganisation
En 2005, Quebecor World a enregistré une perte nette de 149 millions $ en raison principalement d'une réorganisation de ses activités européennes. Par ailleurs, la société a entrepris la première phase d'un programme de réoutillage de ses imprimeries nord-américaines, avec l'installation de 22 nouvelles presses offset de 64 pages entre 2005 et 2007. La société a annoncé qu'elle étendra ce programme à certaines de ses installations européennes.
Le 15 novembre 2005, elle a cédé six imprimeries pour 53 millions $C à Graphikom Inc, une société basée à Toronto.

## 21 janvier 2008 - Quebecor World demande la protection de la loi sur les faillites
La compagnie montréalaise annonce, le lundi 21 janvier 2008, qu'elle demande la protection de la Loi sur les arrangements avec les créanciers des compagnies au Canada.
La protection judiciaire lui donnera l'occasion de se restructurer.
Les activités se poursuivront, car l'entreprise a obtenu 1 G$ US de financement de la part de Credit Suisse et de Morgan Stanley. Il faut toutefois que les tribunaux donnent leur approbation.

## 29 mai 2008 - Vente des activités européennes
Le 29 mai 2008, Quebecor World annonce la vente de ses activités européennes au groupe de placement néerlandais Hombergh/De Pundert (HHBV). La vente s'est complétée le 26 juin 2008, après avoir reçu l'approbation des tribunaux plus tôt dans le mois.